# Ksenija Sidorova
Ksenija Sidorova (née le 18 mai 1988 à Riga) est une accordéoniste lettonne.

## Biographie
Ksenija Sidorova, initiée par sa grand-mère à la tradition de l'accordéon, commence à jouer à six ans avec le professeur Marija Gasele à Riga. Plus tard, elle entre à la Royal Academy of Music de Londres afin d'approfondir ses études,.
En 2016, elle signe un contrat d'enregistrement exclusif avec Deutsche Grammophon. Son premier album sur le label, Carmen, est une reconstitution de Carmen de Georges Bizet, pour accordéon, qui incorpore des styles musicaux latins, asiatiques, européens et nord-américains,,.
Le 14 juillet 2021 au soir, elle se produit en direct au grand concert annuel de Paris pour la fête nationale française, retransmise en direct sur France 2 et France Inter et présentée par Stéphane Bern. Elle y reprend un classique de tango d'Astor Piazzolla.